# ZTE
中興通訊（ちゅうこうつうしん、拼音: Zhōngxīng tōngxùn）は、中華人民共和国・深圳市に本社を置く、通信設備および通信端末の開発および生産を事業とする会社である。

## 概要

### 設立
1985年に「深圳市中兴半导体有限公司」として設立され、以降携帯電話網設備（基地局等）、携帯電話端末、無線製品、ネットワークプロダクト (GSM, PHS, 3G, W-CDMA, CDMA2000, ADSL) などの開発および生産を主に手がける。1980年代においては「巨龍」「大唐」「ファーウェイ」と並ぶ四大通信大手だった。

### 上場
1997年に深圳証券取引所および2004年に香港証券取引所に上場している。深圳、広東省、上海 (GSM)、南京、江蘇省および北京など、世界合計14ヶ所のR&Dの設備がある。2008年には売上が約443億元（約65億ドル）、利益が約16億6000万元（約2億4300万ドル）に達している。

### 売り上げ
過去には160カ国、地域でスマートフォンをはじめとする携帯電話端末を発売していた。2016年にはアメリカ合衆国（アメリカ）でのスマートフォンシェアが4位、スペインとロシアで2位、ヨーロッパ全体でシェア4位にランクされるなど、欧米でのスマートフォンの販売台数が増加しており、日本でも体勢を立て直して以降シェアを急激に上げていた。なお、経済制裁を無視し、不正輸出を続けていた北朝鮮ではトップシェアだった。
しかしアメリカをはじめとする西側諸国とのトラブル以降、これらの国のみならず、中華人民共和国でも急速にスマートフォンのシェアを下げている。

### その他
イランや北朝鮮に対し違法に米国製通信機器を輸出していたことにより、アメリカ合衆国商務省産業安全保障局によるエンティティ・リストに掲載された企業である。2018年7月13日、アメリカ商務省はZTEが制裁解除の条件である罰金の支払いや経営陣の刷新を終えたことにより、ZTEに科したアメリカ企業との取引禁止の制裁を解除したと発表。

## 沿革
- 1985年：設立。
- 1997年：深圳証券取引所への上場。
- 1998年：テキサス州・ダラスに米国法人を設立。
- 2004年：アテネオリンピックのプレス・センターおよび16の開催地でADSLの広帯域アクセスのプロジェクトを引き受けた。
- 2005年2月24日：チャイナ・ユニコム（中国聯通）の低価格CDMA携帯電話端末を受注。
- 2007年6月18日：中国移動通信集団公司のTD-SCDMA約23億元を受注。
- 2007年7月16日：チャイナ・ユニコムでのCDMA携帯電話端末の中国国内販売は累計800万台を超えたと発表[7]。
- 2008年：日本法人を設立、ブラジル・テレコムに3G設備を納入開始[8]
- 2009年：エチオピア全土の携帯電話網を整備[9]。
- 2015年：ヨーロッパにおけるスマートフォンのシェア5位となる。
- 2016年3月：アメリカ合衆国商務省が同社及び子会社に対して、2010年にイラン政府系通信会社や北朝鮮に禁輸措置品を納入し、またその事実を隠蔽したとして輸出規制措置とした。
- 2017年3月：上記の措置に関連し、アメリカ合衆国商務省は最高10億ドルの罰金の支払いと、社内のコンプライアンス教育の徹底（社内コンプライアンス・チームの設置）、今後6年間にわたり規制を順守したか年次報告を行うことなどの司法取引を行うことで、輸出規制措置を実施しないことで合意した。
- 2018年4月16日：アメリカ合衆国商務省は、前年の司法取引で合意した内容の一部を同社が実施していなかったことが判明したとして、米国企業に対し同社への製品販売を7年間禁止すると発表した。
- 2018年7月2日 : 香港・蘋果日報は中国国内関係者の話として、ZTEが近く経営破綻し、国有通信企業の烽火通信科技集団[10]がZTEの全株式を買収したとする一方、ZTEの幹部は経営破綻と国有化の動きを否定したと報道した[11]。
- 2018年7月13日：アメリカ商務省はZTEが制裁解除の条件である罰金の支払いや経営陣の刷新を終えたことにより、ZTEに科したアメリカ企業との取引禁止の制裁を解除したと発表。
- 2018年11月：アメリカの民主党のクリス・バン・ホーレン議員と共和党のマルコ・ルビオ上院議員はベネズエラのニコラス・マドゥロ政権の開発した大規模国民監視システム「祖国カード」への協力を理由に、アメリカ政府にZTEの制裁違反の可能性の調査を要請した[12]。

## 各国政府との対立

### アメリカ

#### オバマ政権
2012年10月、アメリカ合衆国下院の諜報委員会 (The House Intelligence Committee) は、ファーウェイとZTEの製品について、中国人民解放軍や中国共産党公安部門と癒着し、スパイ行為やサイバー攻撃のためのインフラストラクチャー構築を行っている疑いが強いとする調査結果を発表し、両社の製品をアメリカ合衆国連邦政府の調達品から排除し、民間企業でも取引の自粛を求める勧告を出した。
2016年3月に、アメリカ合衆国商務省がZTEとその子会社に対して、2010年にイラン政府系通信会社と北朝鮮に禁輸措置品を納入し、またその事実を組織的に隠蔽したとして輸出規制措置とした。

#### トランプ政権
翌年の2017年3月には、アメリカ合衆国商務省は最高約1,300億円の罰金の支払いと、社内のコンプライアンス教育の徹底、今後6年間にわたり規制を順守したか年次報告を行うことなどの司法取引を行うことで輸出規制措置を実施しないことで合意した。また、この様な多額の罰金の支払い命令を受けて、世界各国で事業の縮小を行っている。
アメリカ国防総省とアメリカ合衆国国土安全保障省にZTEが下請け経由で通信機器を納入していたことも問題となっており、共和党のトム・コットン上院議員とマルコ・ルビオ上院議員は2018年2月7日、米当局者へのスパイ行為に対する懸念を理由に、ファーウェイとZTEの通信機器について、米国政府の購入やリースを禁じる法案を提出した。2018年2月13日に諜報機関の長官が、アメリカ合衆国上院情報委員会の聴聞会において、アメリカ国民はファーウェイやZTEの製品を使うべきではないと発言したとの報道がなされた。
さらに2018年4月16日には、同社が前年の司法取引で合意した社員の処分について、一部しか実施していないなどアメリカ合衆国連邦政府に繰り返し虚偽の報告を行っていたとして、アメリカ合衆国商務省がアメリカ企業によるZTEへの製品販売を7年間禁止すると発表した。同社製品に使用されているアメリカ製品の割合は25-30%に達し、この措置は同社事業に深刻な影響を与えるとみられている。
2018年4月16日、アメリカ合衆国商務省は、北朝鮮などに対する禁輸措置違反を理由に、ZTEへのアメリカ製品の輸出禁止を発表。これに対しZTEは「我が社は2016年4月以来、過去の輸出管理規制の教訓から、輸出規制に適合するよう努力してきたとの声明を発表した。
2018年4月、アメリカ合衆国国防総省はZTEとファーウェイが製造した携帯電話やモデムなどの製品について、軍の人員、情報、任務に対して許容不可能なセキュリティー上の危険をもたらすとして、アメリカ軍基地での販売を禁じ、軍人には基地の外でも中華人民共和国製品の使用に注意するよう求めた。
2018年5月、トランプ大統領は習近平国家主席（総書記）への個人的な好意を理由として13億ドルの罰金を条件にZTEの制裁緩和を合意したと表明し、翌6月に訪中したウィルバー・ロス商務長官は米国政府職員の配置や罰金を受け入れたことにより、ZTEに対する制裁解除で中華人民共和国と合意したと述べ、ピーター・ナヴァロ通商製造業政策局長は、追加違反があればアメリカ事業を閉鎖させると示唆した。この際、イヴァンカ・トランプの提携先の中国企業が対中関税を免除されたことや父ドナルドによるZTEの販売禁止解除に伴ってイバンカが中国で申請していた商標登録が承認されたために市民団体や議会から利益相反であるとして追及を受けた。
2018年7月、米商務省はZTEの販売禁止措置を解除した。
2018年11月、民主党のクリス・バン・ホーレン議員と共和党のマルコ・ルビオ上院議員はベネズエラのニコラス・マドゥロ政権の開発した大規模国民監視システム「祖国カード」への協力を理由に、米国政府にZTEの制裁違反の可能性の調査を要請した。なお、ZTEはベネズエラで国産携帯電話端末Vergatarioも開発するなどベネズエラと密接な関係があり、マドゥロ大統領は米国の制裁に対抗してZTEとファーウェイへの投資を表明している。

### イギリス
2018年4月、イギリスのサイバーセキュリティー当局は自国の通信業界に対し、国家安全保障上の懸念を理由にZTEの機器・サービスを使用しないように呼び掛けた。この警告の中で、イギリス政府は中華人民共和国政府に「幅広い強制権」を付与するとした中華人民共和国の新法にとりわけ警戒感を示した。

### オーストラリア
2018年8月23日、オーストラリア政府は、ZTEに対して第5世代移動通信システム（5G）への参入を禁止した。中華人民共和国のメーカー側に重要情報が漏洩することを危惧したもので、ファーウェイにも同様の措置が科されている。

## 日本法人
ZTEジャパン株式会社（ゼット・ティー・イー ジャパン、英: ZTE Japan. K.K.）は、東京都中央区晴海に本社を置く、ZTEコーポレーションの日本法人である。

### 概要
日本においては2005年に日本事務所を開設し、2008年4月に正式に日本法人・ZTEジャパン株式会社を設立した。その後日本通信のbモバイル（bモバイル3G・bモバイルDoccica）向けを皮切りに、ウィルコムの「WILLCOM CORE 3G」など主に仮想移動体通信事業者 (MVNO) 向けに端末の供給を開始した。
2009年2月にはウィルコムとの間でXGP技術に関する共同開発の覚書を交わしている。2010年夏モデルからは、同社の日本における初の音声端末となるSoftBank 840Zを皮切りにソフトバンクモバイルにも端末供給を開始した。
2016年からは、日本の大手メーカーから移籍してきた新しい日本人プロダクトディレクターとセールスディレクターの下で、ダイワボウ情報システムを通じて携帯大手3社や大手MVNO、大手小売店で自社ブランドのSIMフリースマートフォン端末を販売する他、新しい日本人マーケティングディレクターの下で、新しいブランドメッセージや都内ホテルでの新製品発表会、新たな製品ウェブサイトの立ち上げやソフトバンクホークスへのスポンサー、PR代理店を入れたPR体制の改善など多額なマーケティング予算を投じ、日本市場にあったプロダクト・セールス・マーケティング体制を構築し急成長していた。
さらに社長自ら「日本市場でシェアナンバー4をターゲットにする」と明言するなど、日本を戦略拠点にした活動を強化していくと明言した。
また、NTTドコモ、au、ソフトバンクの大手3社に携帯電話端末を供給するほか、イオンモバイルや楽天モバイル、LINEモバイルなどの大手MVNOにもスマートフォン端末を供給しており更なる成長が期待されていたが、上記のアメリカなどにおけるスキャンダルが起きたため、予算を急激に削減することを余儀なくされ、2017年春から2018年にかけては、日本人セールスディレクターやマーケティングディレクター、プロダクトディレクターも去り、縮小を余儀なくされた。
2023年現在、KDDIやソフトバンク向けに5G対応スマートフォンを発売するだけでなく、通信インフラなどの設備事業にも手を広げようとしているが、上記のトラブルのために苦戦している。
2024年3月14日、同月下旬に「nubia（ヌビア）」ブランドのSIMフリースマートフォン2機種を日本で展開すると発表した。キャリア向けモデルを除けば事実上の日本市場再参入となる。

#### 携帯端末・通信モジュール搭載端末
多数あるため、日本国内でも規格上使える端末のみを記述する。 

##### ソフトバンクモバイル向け
- かんたん携帯 840Z（2010年10月29日発売）
- みまもりカメラ Z001（2011年1月発売）
- みまもりカメラ Z002（2011年1月発売）
- Libero 003Z（2010年12月24日発売）
- SoftBank 004Z（2011年2月25日発売）
- みまもりケータイ 005Z（2011年3月26日発売）
- 006Z（2011年6月18日発売）
- ULTRA WiFi 007Z（2011年7月8日発売）
- シンプルスマートフォン 008Z（2011年8月17日発売） - ソフトバンクショップ等で、SIMロックをはずすことが可能となる、ソフトバンクモバイルとしては初のモデルとなる。SIMロックをはずすと、UMTSのバンド1/8、GSMクワッドバンドに対応したエリア、UIMカードが利用可能となる。
- STAR7 009Z - 008Z同様、ショップでSIMロックをはずすことが可能。7色展開で、ワンセグ・防水に対応。
- みまもりケータイ2 101Z
- ULTRA WiFi 4G 102Z - モバイルWi-Fiルーター
- みまもりGPS 201Z
- みまもりケータイ3 202Z
- Pocket WiFi 203Z - ソフトバンクモバイル初のPocket WiFiブランド製品。イー・アクセスのLTE網にも加えて対応し、事実上eAで販売されたGL09PをSBM向けにリモデルした、4G端末（2013年8月9日発売）
- 301Z - プリモバイル専用端末
- Pocket WiFi 303ZT - AXGPによるキャリア・アグリゲーションに対応した、Pocket WiFi製品（305ZTのリモデル）
- Pocket WiFi SoftBank 304ZT - SoftBank 303ZTの、3Gにおける周波数違いバージョン（303ZTはワイモバイル網、304ZTは、自社Bands 1/8対応版）
- かんたん携帯8
- ZTE Axon 10 Pro 5G - ZTEジャパン初の5G対応スマートフォン。

##### 楽天モバイル向け
- Rakuten BIG

##### KDDI・沖縄セルラー電話（各au）向け
- PHOTO-U TV ZTS11 - ワンセグ/フルセグチューナーを搭載したau 3G（旧名称CDMA 1X WIN。CDMA2000 1xEV-DO Rel.0）対応・防水機能付デジタルフォトフレーム。（2013年12月14日発売）
- PHOTO-U TV ZTS12 - 内部メモリーを8GBに増やしたZTS11のマイナーチェンジモデル。（2015年6月5日発売）
- mamorino Watch (ZTF31) - 小学二年生以下の児童を対象としたau VoLTE対応・音声通話機能付スマートウォッチ[39]。（2016年3月18日発売）
- ZTE a1 ZTG01

##### NTTドコモ向け
- MO-01J - 同社オリジナルブランド「MONO」第1号製品。
- Z-01K - 折りたたみ2画面スマートフォン。
- MO-01K - 同社オリジナルブランド 「MONO」第2号製品。

##### ソフトバンクモバイルY!mobileブランド(旧Y!mobile)向け
- 305ZT - AXGPによるキャリア・アグリゲーションに対応した、Pocket WiFi製品。
- Libero S10
- Libero 5G
- Libero 5G II（2021年12月3日発売）
- Libero 5G III (2022年12月15日発売)
- Libero 5G IV（2023年12月7日発売）
- Libero flip（2024年2月29日発売）

#### NTTレゾナント向け
eiYAAAが販売元となり、gooのスマホとして発売。
- g01（グーマルイチ）…Blade L03がベース
- g02（グーマルニ）…Blade S Liteがベース
- g03（グーマルサン）…Blade Sがベース
- g05（グーマルゴ）…Blade S7がベース

#### SIMフリー端末
- MF98N
- MF920S
- Blade Vec 4G - 上記（gooのスマホ）と同様にeiYAAAが販売元となり、Touchブランドで発売されたほか、OEM版のfreetel LTE XMも発売。
- Blade V6
- Blade E01
- Blade E02
- Axon mini
- Blade V580
- Blade V7 Lite
- Blade V7 Max
- Blade V8
- Axon 7 mini
- Axon 7

##### nubiaブランド端末
- nubia Red Magic 5
- nubia Flip 5G
- nubia Ivy